# Pont Neuf
Pont Neuf (též psáno Pont-Neuf) je navzdory svému názvu (francouzsky Nový most) nejstarší dochovaný most v Paříži. Od roku 1889 je historickou památkou. Nábřeží Seiny od Quai Branly u Eifelovy věže po Pont de Sully u Ostrova sv. Ludvíka, tedy území s Pont Neuf, je od roku 1991 zapsáno v Seznamu světového kulturního a přírodního dědictví UNESCO.

## Údaje o mostu

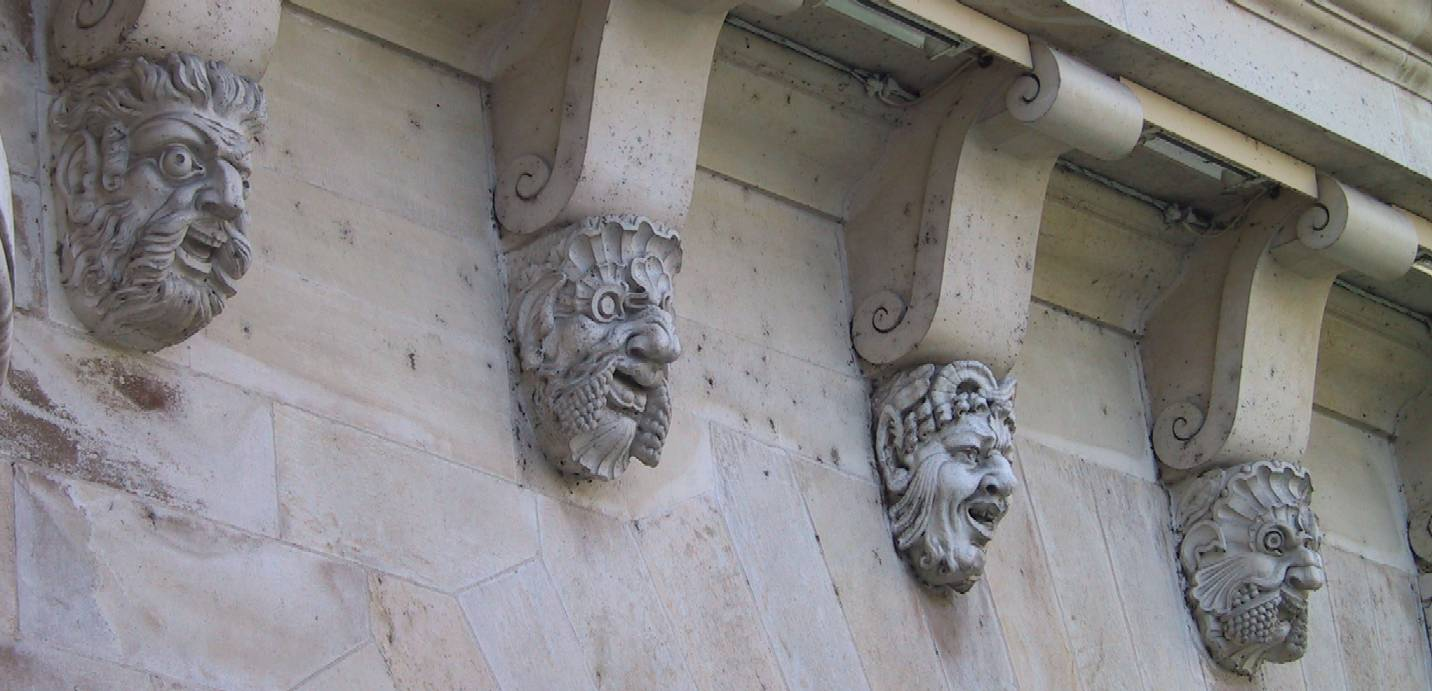
Detail kamenných masek

Pont Neuf je kamenný most o 12 obloucích, který se klene přes řeku Seinu a spojuje Quai du Louvre a Quai de la Mégisserie na pravém břehu v 1. obvodu s Quai de Conti a Quai des Grands-Augustins na levém břehu v 6. obvodu. Zhruba uprostřed most přetíná západní cíp ostrova Cité. Na pravém břehu most pokračuje ulicí Rue du Pont-Neuf, na levém se na něj napojuje Rue Dauphine. Poblíž mostu se na pravém břehu nachází stanice metra stejného jména linky č. 7.
Jako první most v Paříži spojoval oba břehy (zatímco dosavadní dřevěné mosty pouze jeden břeh a ostrov). Na mostě byly jako první v Paříži vybudovány chodníky. Od ostatních mostů se lišil také tím, že nebyl zakrytý a nestály na něm žádné stavby. Nad každým pilotem byl vybudován balkón, který do roku 1854 sloužil jako tržní místo pro obchodníky. Střed mostu zdobí jezdecká socha Jindřicha IV. Po obvodu mostu se nachází 385 konzol doplněných kamennými divadelními maskami, z nichž každá je jiná.
Pont Neuf je po mostech, po kterých vede přes Seinu městský obchvat (Pont aval a Pont amont), třetím nejdelším mostem v Paříži. Je 238 m dlouhý a 20,5 m široký (11,5 vozovka a 4,5 každý chodník). Severní část mostu má sedm oblouků, jejichž rozpětí je 16,4 – 19,4 m a její délka je 154 metry. Jižní část mostu se skládá z pěti menších oblouků o rozpětí 9 – 16,7 m a měří 78 m.

## Historie

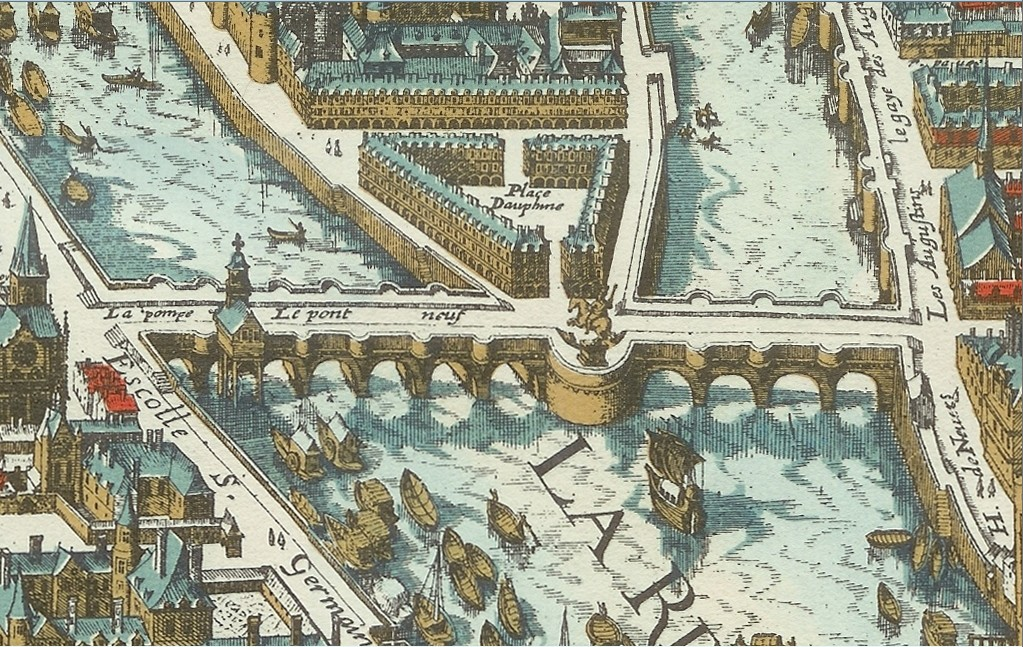
Pont Neuf na mapě z roku 1615

Jméno mostu nový je odvozeno od skutečnosti, že se jednalo o první kamenný most ve městě. Je postaven z vápence. V polovině 16. století byly v Paříži jen čtyři dřevěné mosty (Petit-Pont, Pont Notre-Dame, Pont Saint-Michel a Pont au Change) spojující ostrov Cité s oběma břehy. Stavbu dalšího nového mostu, který měl spojovat královské sídlo Louvre na pravém břehu a opatství Saint-Germain-des-Prés s okolními tržišti na levém, si vyžádal narůstající provoz, který způsoboval škody na stávajících dřevěných mostech.
Už v roce 1556 uvažoval král Jindřich II. o stavbě nového mostu přes Seinu, plány ale nakonec přerušila jeho náhlá smrt (1559) a následné náboženské války. Až o 20 let později jeden z jeho synů král Jindřich III. stanovil 2. listopadu 1577 komisi k výstavbě mostu, na kterém nesměl stát žádný dům ani obchodnický krám. Stavba byla povolena královským patentem 16. března 1578 a 31. května téhož roku byl za přítomnosti královny matky Kateřiny Medicejské a královy manželky Louisy Lotrinské položen základní kámen.
Výstavba pokračovala i za Jindřichova nástupce krále Jindřicha IV. do roku 1607. Tato dlouhá doba výstavby byla způsobena pokračujícími náboženskými válkami, kvůli nimž byla stavba v letech 1588–1598 přerušena. V roce 1599 Jindřich IV. nařídil pokračovat ve stavbě.
Dne 23. srpna 1614, čtyři roky po atentátu na Jindřicha IV., byla doprostřed mostu instalována jeho jezdecká socha. Bronzová socha byla v roce 1792 během Francouzské revoluce roztavena na výrobu děl. Novou sochu odhalil král Ludvík XVIII. v roce 1818.
V roce 2007 bylo dokončeno restaurování celého mostu.

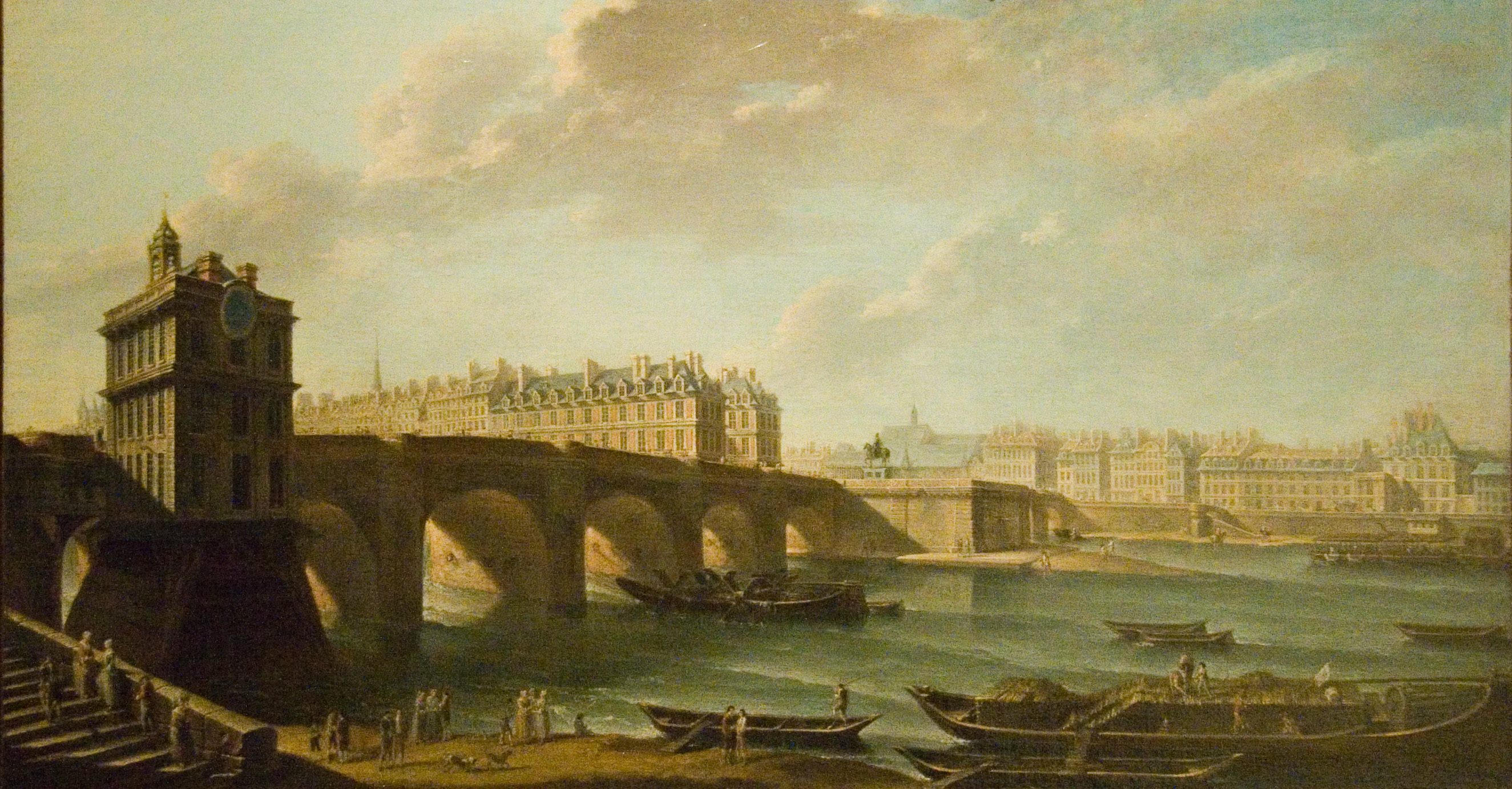
Nicolas-Jean-Baptiste Raguenet: Le Pont Neuf, la Samaritaine et la pointe de la Cité

## Pont Neuf v umění
Vedle množství obrazových ztvárnění se most objevil také ve filmech. V roce 1971 natočil na mostě režisér Robert Bresson Čtyři noci jednoho snílka (Quatre nuits d'un rêveur) a v roce 1991 se most stal ústřední kulisou ve filmu Milenci z Pont-Neuf (Les Amants du Pont-Neuf) režiséra Leose Caraxe s Juliette Binoche a Denisem Lavantem v hlavních rolích.
V roce 1985 byl celý Pont Neuf zahalen do plátna. Jednalo se o umělecké dílo The Pont Neuf Wrapped umělecké dvojice Christo a Jeanne-Claude. Přípravné práce trvaly deset let, mj. také proto, že bylo obtížné získat příslušná povolení.
V roce 1994 dal návrhář Kenzo vyzdobit Pont Neuf květinami.